# Liste der Stolpersteine in Beeskow

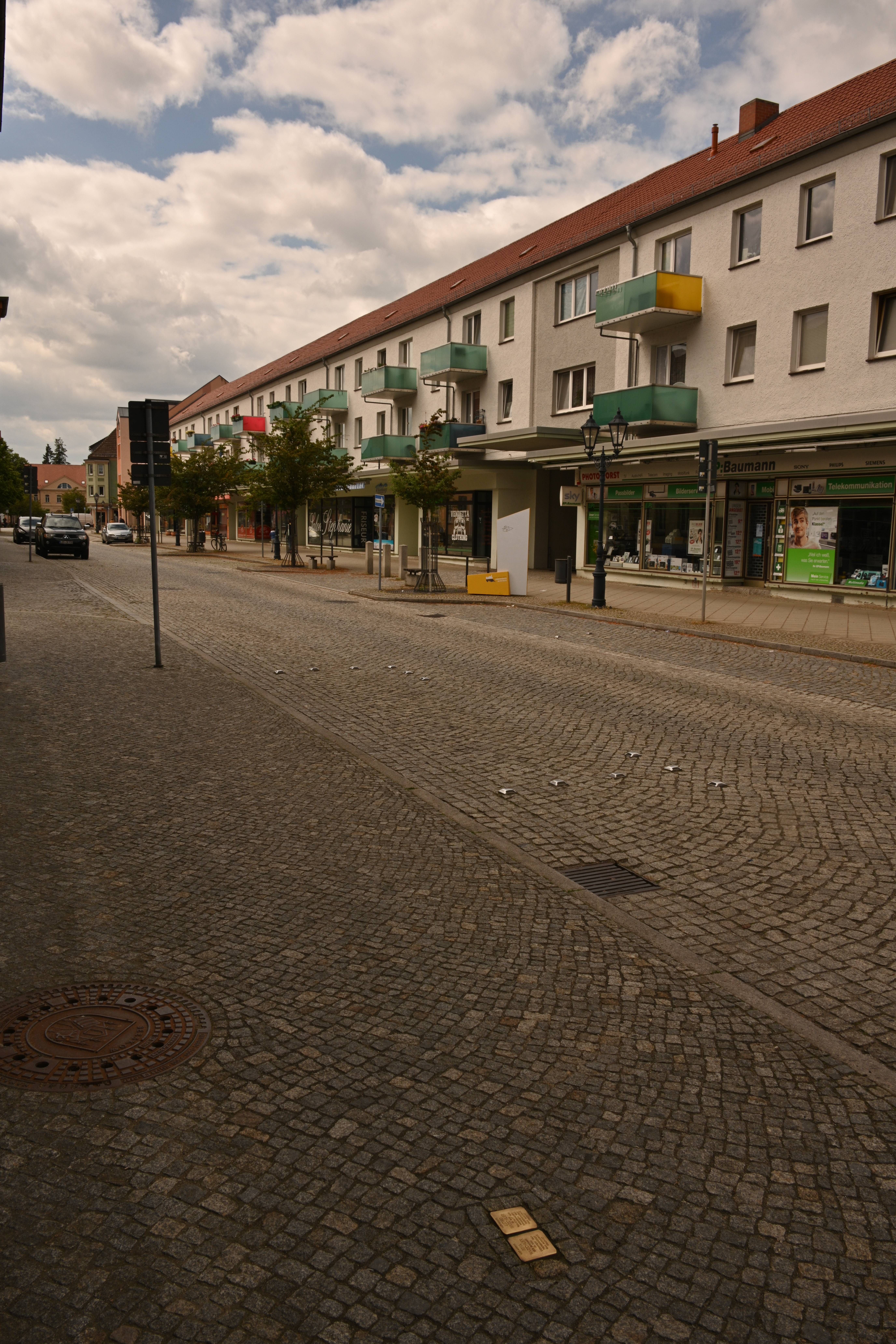
Die bisher einzigen Stolpersteine in Beeskow

In der Liste der Stolpersteine in Beeskow werden die Gedenksteine aufgeführt, die im Rahmen des Projektes Stolpersteine des Künstlers Gunter Demnig bisher in Beeskow verlegt worden sind. Stolpersteine erinnern an das Schicksal der Menschen, die von den Nationalsozialisten ermordet, deportiert, vertrieben oder in den Suizid getrieben wurden. Sie liegen im Regelfall vor dem letzten selbstgewählten Wohnsitz des Opfers.

## Verlegte Stolpersteine
In Beeskow wurden bisher zwei Stolpersteine verlegt.
| Stolperstein | Inschrift | Verlegeort         | Name, Leben |
| ------------ | --- | ------------------ | --- |
|              | HIER WOHNTE LUDWIG WARSCHAUER JG. 1896 'SCHUTZHAFT' 1938 SACHSENHAUSEN DEPORTIERT 1943 THERESIENSTADT 1944 AUSCHWITZ ERMORDET | Breite Straße 39 · | Ludwig Warschauer wurde am 18. April 1896 in Wittstock geboren. 1935 heiratete er die Witwe Rosa Beermann, die Inhaberin des traditionsreichen Kaufhauses Beermann. Aufgrund ihrer jüdischen Abstammung erlebte das Paar den antisemitischen Terror und die sogenannte „Arisierung“ von Anfang an bis zum bitteren Ende. Es begann mit Schmähungen und Boykottaufrufen. 1935 wurden die Nürnberger Gesetze beschlossen. Am 10. November 1938, der sogenannten Reichskristallnacht schlugen NS-Männer die Scheiben des Geschäfts ein. Ludwig Warschauer wurde verhaftet und am 6. Dezember 1938 in das Konzentrationslager Sachsenhausen verschleppt. Er kam wieder frei, aber nunmehr begann die systematische Beraubung des Ehepaares: Sie mussten Schmuck abliefern, auch die Trauringe. Das Bankkonto wurde gesperrt. Von ihrem Vermögen konnten sie immer weniger abheben. Anfang 1939 wurde das Geschäft als „entbehrlich“ klassifiziert. Das Haus wurde zwangsverkauft und das Paar musste unters Dach ziehen. 1941 wurde der Judenstern verpflichtend. Dann durfte man auf Parkbänken und in der Berliner Straßenbahn nicht mehr sitzen und nicht mehr ins Kino gehen. Die Eheleute bemühten sich vergeblich um Visa für die Flucht. Sie wollten nach Shanghai, wohin sich eine Schwester von Ludwig Warschauer hatte flüchten konnte, oder nach Paraguay. Die Lage in Beeskow wurde immer unerträglicher und die Eheleute hielten sich immer öfter in Berlin-Wedding auf – in der Hoffnung, in der Großstadt nicht aufzufallen. Ludwig Warschauer und seine Ehefrau wurden dennoch aufgespürt, verhaftet und am 16. Juni 1943 von Berlin nach Theresienstadt verschleppt. Am 9. Oktober 1944 wurden sie in das Vernichtungslager Auschwitz überstellt. Beide wurden im Zuge der Shoah ermordet. |
|              | HIER WOHNTE ROSA WARSCHAUER JG. 1890 DEPORTIERT 1943 THERESIENSTADT 1944 AUSCHWITZ ERMORDET                                   | Breite Straße 39 · | Rosa Warschauer geb. Borchardt verw. Beermann wurde am 10. Februar 1890 in Zippnow in der Grenzmark Posen-Westpreußen geboren. Sie heiratete den Inhaber des Kaufhauses Beermann in der Breiten Straße von Beeskow, welches seit 1861 bestand und in dem Stoffe und Kleidung angeboten wurden. Ein Zeitzeuge, damals ein Kind, berichtete über die Philosophie des Hauses: „Bei Beermanns galt: Der erste Kunde muss was kaufen, sonst wird der ganze Tag schlecht. Das heißt, der erste Kunde konnte immer den Preis herunter handeln.“ Nach dem Tod ihres Ehemannes heiratete Rosa Beermann 1935 den aus Wittstock stammenden Ludwig Warschauer. Gemeinsam erlebten sie den Abstieg und Fall des Kaufhauses, Schmähungen, eingeschlagene Scheiben, die willkürliche Verhaftung des Ehemannes, Raub und Enteignung, schließlich auch die Bedrohung, letztlich die Vernichtung des eigenen Lebens. Die Lage in Beeskow wurde immer unerträglicher und die Eheleute hielten sich immer öfter in Berlin-Wedding auf – in der Hoffnung, in der Großstadt nicht aufzufallen. Rosa Warschauer und ihr Ehemann wurden dennoch aufgespürt, verhaftet und am 16. Juni 1943 von Berlin nach Theresienstadt verschleppt. Am 9. Oktober 1944 wurden sie in das Vernichtungslager Auschwitz überstellt. Beide wurden im Zuge der Shoah ermordet. Das gesamte Vermögen der Witwe fiel dem Dritten Reich anheim. |

## Verlegungen
Die am 20. März 2014 von Demnig vor dem Hauptsitz der Raiffeisen-Volksbank Oder-Spree, Breite Straße 39, verlegten Steine wurden schon in der nächsten Nacht entwendet. Daraufhin bestellte der Förderverein der Burg Beeskow als Initiator der Verlegungs-Aktion umgehend neue Steine beim Künstler, die am 14. April 2014 eingesetzt wurden, diesmal jedoch fest in den Bürgersteig verankert und damit diebstahlsicher.